# Arutela (castra)
Arutela var et fort i den romerske provins Dakien beliggende på Limes Alutanus, ved floden Olt, nær byen Călimăneşti i distriktet Vâlcea. Det blev rejst i 138 af "Surri sagittari" efter ordre fra Titus Flavius Constans, der var kejserlig prokurator i provinsen Dacia.
Det blev grundlagt i 138 under kejser Hadrian, og forladt i 3. århundrede.
Det blev fundet i 1888, og udgravet i 1894.